# Отпуштање радника
Отпуштање радника или давање отказа запосленом је прекид радног односа од стране послодавца. У већини земаља регулисано је законом.

## Правни оквир
У Србији, отпуштање радника регулисано је следећим прописима:
- Закон о раду[1] (чланови 179-191)
- Општи колективни уговор (чланови 38-43,48,49,50)
- Закон о државним службеницима
- Општи правни акт послодавца (Правилник о раду/Колективни уговор код послодавца)
- Правилник о радној дисциплини
- Уговор о раду

Према члану 197. Закону о раду ( у даљем тексту: закон), послодавац може запосленом да откаже уговор о раду ако за то постоји оправдан разлог који се односи на радну способност запосленог, његово понашање и потребе послодавца и то:
- ако (запослени) не остварује резултате рада, односно нема потребна знања и способности за обављање послова на којима ради;

- ако је правноснажно осуђен за криивчно дело на раду или у вези са радом; 
- ако запослени својом кривицом учини повреду радне обавезе утврђене законом или општим актом;
- ако запослени не поштује радну дисциплину прописану законом или актом послодавца;
- ако се запослени не врати на рад код послодавца у року од 15 дана од дана истека рока за мировање радног односа из члана 79. закона односно неплаћеног одсуства из члана 100. закона;

- ако услед технолошких, економских или организационих промена престане потреба за обављањем одређеног посла или дође до смањења обима посла.
- ако запослени злоупотреби право на одсуство због привремене спречености за рад;
- ако запослени одбије закључење анекса уговора о раду у смислу члана 171. став 1. тач. 1-5) овог закона;

```
=== Најчешћи разлози за отказ ===
```

1. Повреда радне обавезе – правнилик о раду као и уговор о раду треба да дефинишу све могуће ситуације у вези са овом повредом јер као што се види у наведеном, Закон о раду не дефинише све могуће ситуације већ само неке опште случајеве, који треба да буду разрађени и прецизно дефинисани од стране свих организација засебно. Неки од примера повреде радне обавезе су: одавање важних информација компаније, напуштање радног места неовлашћено, непоступање по упутствима послодавца и претпостављених, немарно и несавесно извшавање радних обавеза, неоправдано одсуство...
2. Повреда радне дисциплине – која такође треба да буде регулисана путем општег акта послодавца , за посебне ситуације, примери повреде радне дисциплине су нпр: долазак запосленог у пијанство|алкохолисаном стању или под дејством опојних средстава, физички конфликии са другим запосленима...
3. Технолошки вишак.

### Ситуације у којима радник не може бити отпуштен
Оно што не представља разлог за отказ, према члановима 183 и 187. Закона о раду су ситуације када нпр: запослени не долази на посао због болести, када је на породиљском одсуству, када служи војни рок, такође разлог није ни ако је неко од запослених у некој политичкој организацији, синдикату, није разлог ни пол, језик, национална припадност, вероисповест, као ни деловање у својству представника запослених, итд.

### Поступак отказа од стране послодавца
Кораци у одвијању овог поступка:
1. Утврђивање чињеница – везаних за радну повреду.
2. Прикупљање доказа – ти докази могу бити писани, електронска пошта|интернет комуникација, изјаве сведока (осталих запослених, надређеног, клијента, итд); ови докази треба да буду што потпунији и ако је могуће да их има у већем броју, због важења на суду.
3. Правна квалификација – у овом кораку пожељна је консултација са адвокатом, како би се утврдило да ли је разлог због кога се отпушта запослени довољно озбиљан разлог за отказ, такође у овом кораку треба се осврнути на претходно направљену листу разлога, који се налазе у закону или општем акту послодавца;
4. Када је утврђено да је запослени својом кривицом учинио повреду радне обавезе или да не поштује радну дисциплину, следећи корак је упозорење, које је регулисано чланом 180.Закона о раду у коме се наводи да запосленог треба упозорити писаним путем на постојање разлога за отказ уговора о раду и треба да му оставити рок од најмање осам дана од дана достављања упозорења да се изјасни на наводе из упозорења. Такође послодавац је дужан да достави доказе и чињенице које указујеу на то да су се стекли услови за отказ.
5. Запослени може уз изјашњење на упозорење, да приложи и мишљење синдиката ( које му је дато на лићни захтев), а полсодавац је дужан да исто размотри, иако га га оно не обавезује.

```
Достављање решење о отказу, уколико одговор на упозорење није дао неке доказе на основу којих радник не би требало да буде отпуштен, такође ако нема одговора на упозорење
```

Решење о отказу има законом прописану форму и садржај, члан 185. Закона о раду, се односи на ово решење. Овим чланом је такође дефинисан и начин достављања овог решења.

#### Остала значајна правила
- Поступак доставе- регулисан чланом 185. тачке 1-3) закона
- Рок застарелости - у року од 6 месеци од дана сазнања чињенице коју су основ за давање отказа, односно у року од годину дана од дана наступања чињеница које су основ за давање отказа, овај рок је дефинисан чланом 184.закона;

- Одјава са социјалног осигурања- у року од 3 дана
- Обавеза исплате неисплаћених зарада- у року од 30 дана од дана престанка радног односа- члан 186. закона.

#### Отказни рок
```
Отказни рок на основу чл. члана  189. а у вези члана 179. став 1. тачка 1) закона утврђује се општим актом послодавца или уговором о раду , у зависности од стажа осигурања, не краћи од осам нити дужи од 30 дана. 
```

Отказни рок почиње да тече наредног дана од дана достављања решења о отказу уговора о раду.

### Незаконит отказ
```
Правне послдице незаконитог престанка радног односа регулисане чланом 191. закона.
```